# Список кораблей Казак/Cossack
Совокупность плавсредств, наречённых  Казак/Cossack как объект нематериального культурного наследия входящих в историко-культурное пространство разных стран выполняет функцию сохранения исторической памяти.
На текущий момент выявлена совокупность кораблей с названием Казак/Cossack, опубликованном в журнале .

## Список плавсредствКазак/Cossack
- 1.   шхуна Don Cossack,	Российская  империя,	1802 г. Регистр 1819 г. № 313, водоизмещение - 37 т.
- 2.    почтовый корабль	 HMS Cossack,	Англия,	до 1806 г. имел название Pandour, водоизмещение - 545 т. Корабль флота Его Величества, 22 пушки. Исключён из списков в 1816 г.
- 3.	   шхуна 	Cossack,	Англия,	1811 г. Регистр Ллойда, далее в тексте - Регистр 1819 г. № 887, водоизмещение - 233 т.
- 4.	    шнява 	Cossack,	Англия,	1812 г. Регистр 1815 г. № 897, водоизмещение 208 т.
- 5.	    бриг 	Cossack,	Российская империя	1812 г. Регистр 1816 г. № 951, водоизмещение - 240 т.
- 6.	    шхуна 	Cossack,	США,	1812 г.  Регистр 1819 г. № 892, водоизмещение - 240 т.
- 7.	    бриг 	Cossack,	Англия,	1812 г. Регистр 1819 г. № 900, водоизмещение - 172 т.
- 8.	    бриг 	Cossack,	Англия,	1812 г. Регистр 1819 г. № 888, водоизмещение -172 т.
- 9.	    шнява 	Cossack,	Англия,	1813 г. Регистр 1819 г. № 898/ водоизмещение - 174 т.
- 10.	шхуна 	Cossack,	Англия,	1813 г.  Регистр 1819 г. № 899/ водоизмещение - 70 т.
- 11.	шлюп 	Cossack,	Англия,	1813 г. Регистр 1819 г. № 891/ водоизмещение - 73 т.
- 12.	бриг 	Cossack,	Англия,	1813 г. Регистр 1819 г. № 893/ водоизмещение - 292 т.
- 13.	шхуна 	Cossack,	Англия,	1813 г.  Регистр 1819 г. № 894, водоизмещение - 93 т.
- 14.	корабль Cossack,	Англия,	1813 г. Регистр 1819 г. № 895, водоизмещение - 410 т.
- 15.	бриг 	Cossack,	Англия,	1814 г. Регистр 1819 г. № 890, водоизмещение - 131 т.
- 16.	шлюп 	Cossack,	Англия,	1814 г. Регистр 1819 г. № 896, водоизмещение - 30 т.
- 17.	шхуна 	Cossack,	США,	1815 г. Регистр 1819 г. № 889, водоизмещение - 254 т.
- 18.	бриг 	Cossack,	Англия,	1813 г. Регистр 1819 г. № 897, водоизмещение - 156 т.
- 19.	бриг 	Kosack,	Российская империя. Регистр 1838 г. № 79, водоизмещение - 191 т.
- 20.	бриг 	Cossack,	Англия,	1838 г. Регистр 1851 г. № 736, водоизмещение - 126 т.
- 21.	корвет 	HMS Cossack,	Англия,	1854 г., водоизмещение - 1 965 т., бывший русский Витязь.
- 22.	шхуна 	Cossack,	Англия,	1856 г. Регистр 1871 г. № 823, водоизмещение - 111 т.
- 23.	торпедный крейсер 	HMS Cossack, Англия	1888 г., сайт HMS Cossack Association, водоизмещение – 1 950 т.
- 24.	Эскадренный миноносец	Донской казак,	Российская империя/СССР,	1904 г./водоизмещение -т. 630 т., в 1926 г. исключён из списков флота.
- 25.	крейсер 	HMS Cossack, Англия	1907 г., сайт HMS Cossack Association, водоизмещение – 885 т. Продан на утилизацию в 1919 г.
- 26.	эскадренный миноносец 	HMS Cossack, Англия,	1938 г., водоизмещение – 2 519 т. Значительная часть экипажа погибла в ноябре 1941 г.
- 27.	эсминец	HMS Cossack	Англия	1945 г., сайт HMS Cossack Association , участвовал в корейской войне c 1950 по 1953 гг. Списан в 1959 г.
- 28.	сухогруз балкер IMO 9202467 Казак с 2012 г.	РФ	1998 г., водоизмещение вдзм – 3 186 т.Действует. Проект 16510, Порт приписки – Астрахань.
- 29.	танкер IMO 9739549	Казак	2014 г., водоизмещение – 8 642 т. Действует.
- 30.	маломерное судно, Регистровый № 208435	Казак	РФ	2014 г. Российский речной регистр, водоизмещение – 8 т. Действует. Проект КС-110-48. Построен в г. Кострома. Порт приписки - Дудинка.
- 31.	научно-исследовательское судно, IMO 7740910	Казак с 2012 г.	СССР/РФ/водоизмещение – 183 т. Действует.
- 32.    патрульный катер USS Cossack (SP-695), США, 1917 - 1919 гг.
- 33.    барк USS Cossack, США, 1861 г., водоизмещение – 254 т.